# David Querol Blanco
David Querol Blanco (Reus, Tarragona, España, 25 de febrero de 1989) es un futbolista español. Se desempeña en posición de delantero y actualmente está sin equipo.

## Trayectoria
David Querol se formó en la cantera del Club de Futbol Reus Deportiu, club de su localidad natal. Debutó con el primer equipo en la temporada 2008/09 en Tercera División, tras permanecer cedido la primera vuelta en el Club Deportivo Morell de la Segunda Regional Catalana. En la campaña 2010/11, con sus trece goles, ayudó a que el Reus Deportiu regresará a Segunda División B. 
En abril de 2011 Querol firmó un contrato con el Real Betis Balompié, según el cual se incorporaría a la disciplina verdiblanca al finalizar la temporada que se encontraba en curso con la promesa de poder realizar la pretemporada con el primer equipo. Sin embargo en el club sevillano jugaría en su filial, que militaba en la categoría de bronce del fútbol español, pero una lesión de pubis le obligó a perderse su primera temporada con el Real Betis B. Ya recuperado, en la temporada 2012/13, se convierte en uno de los referentes del ataque, siendo llamado en más de una ocasión por Pepe Mel para entrenar con el primer equipo. Pese a ello no puede evitar que ese ejercicio futbolístico acabará con el descenso del filial a la Tercera División.   
El 7 de julio de 2013 sella su compromiso con el Club Gimnàstic de Tarragona, equipo que le permitiría seguir jugando en Segunda División B. En una campaña con los tarraconenses consigue seis goles en cuarenta partidos, quedándose el Nàstic a las puertas de lograr el ascenso a Segunda División.
En julio de 2014 firma un contrato de dos años con la Unió Esportiva Llagostera para que club y jugador debutaran de la mano en Segunda División. El 18 de enero de 2015 David Querol anota su primer gol en el segundo nivel del fútbol nacional, cerrando el marcador de un encuentro que terminó con una victoria por 2-0 frente al Real Valladolid.
Marcó el último gol de la historia del Reus Deportiu, gol en el tiempo añadido en el empate 1-1 frente al Numancia de Soria.

## Equipos
A último partido jugado el 24 de enero de 2020
| Club                         | Categoría          | Periodo   | Apariciones | Goles |
| ---------------------------- | ------------------ | --------- | ----------- | ----- |
| Club de Futbol Reus Deportiu | Tercera División   | 2008-2011 | 77          | 28    |
| Real Betis B                 | Segunda División B | 2011-2013 | 31          | 6     |
| Club Gimnàstic de Tarragona  | Segunda División B | 2013-2014 | 40          | 6     |
| Unió Esportiva Llagostera    | Segunda División   | 2014-2016 | 68          | 12    |
| Club de Futbol Reus Deportiu | Segunda División   | 2016-2019 | 50          | 6     |
| Cádiz Club de Fútbol         | Segunda División   | 2019-     | 20          | 5     |
| Albacete Balompié (cedido)   | Segunda División   | 2020-     | 0           | 0     |